# Agamopus castaneus
Agamopus castaneus är en skalbaggsart som beskrevs av Vladimir Balthasar 1938. Agamopus castaneus ingår i släktet Agamopus och familjen bladhorningar. Inga underarter finns listade i Catalogue of Life.